# 俄罗斯入侵乌克兰时间轴 (2023年5月)

俄羅斯入侵烏克蘭的動態地圖（参见可交互的俄烏戰爭詳細地圖）

本條目主要列出俄罗斯入侵乌克兰在2023年5月的過程。

## 5月1日
烏克蘭第聶伯羅彼得羅夫斯克州巴甫洛赫拉德遭到俄羅斯攻擊，数十座房屋和建筑物被摧毀，34人受傷。首都基辅也遭到俄羅斯袭击。烏克蘭赫尔松遭到俄罗斯炮擊，有1人身亡。烏克蘭北方作戰司令部表示，俄羅斯軍隊發射兩枚制導炸彈襲擊切爾尼戈夫州利祖尼夫卡村，造成一名兒童死亡，另有兩人受傷。
叶夫根尼·普里戈任認為瓦格納集團仍然缺乏彈藥，他表示瓦格納集團目前能使用的彈藥只佔實際所需彈藥的三分之一。
俄羅斯國防部撤換負責後勤的最高層級將領米茲殷塞夫上將，並任命國家近衛軍總司令庫茲緬科夫接替，米茲殷塞夫在俄軍攻占烏克蘭東南部港口城市馬里烏波爾時扮演關鍵角色，遭到英國制裁，因此亦被部分西方媒體冠上「馬里烏波爾屠夫」的稱號。

## 5月2日
烏克蘭赫爾松州政府表示，俄羅斯軍隊炮擊赫爾松州科扎茨凱村，造成3名平民死亡，5人受傷。烏克蘭哈爾科夫州州長表示，一輛拖拉機在哈爾科夫州韋爾比夫卡的一塊田地裡撞上地雷，造成兩名平民死亡。另外，俄羅斯軍隊炮擊哈爾科夫州佩特里夫卡村，造成1名平民受傷。烏克蘭梅利託波爾流亡市長表示，俄佔扎波羅熱州被佔領的梅利託波爾發生爆炸。
烏克蘭武裝部隊總參謀部表示，俄羅斯軍隊正在集中精力對頓涅茨克州的萊曼、巴赫穆特、阿夫迪伊夫卡和馬林卡發動進攻，而烏克蘭軍隊擊退20多次俄羅斯襲擊，其中巴赫穆特和馬林卡最激烈的戰鬥仍在繼續，但烏克蘭軍隊仍然控制防線，在過去的24小時裡，俄羅斯發射三枚導彈、發動30次空襲，並發動八次針對民用基礎設施的襲擊，烏克蘭空軍對俄羅斯臨時基地進行五次襲擊，烏克蘭的火箭和炮兵部隊擊中一個指揮中心、12個俄羅斯部隊和裝備基地、4個倉庫和一個防空系統。
烏克蘭議會通過一項決議，將俄羅斯聯邦普京政權定義為「種族主義」或「俄羅斯主義」，是「俄羅斯法西斯主義」的縮寫。另外，烏克蘭議會最高拉達已投票決定將戒嚴令和動員令再延長90天。
俄羅斯國防部長紹伊古表示，武器彈藥補給是影響俄軍作戰的關鍵因素，軍工企業要加快生產速度，國營戰術導彈武器集團需盡可能在短期內把高精度武器產量翻倍。他稱俄軍在特別軍事行動地區各戰線積極行動，烏軍上月損失逾1.5萬人。
俄羅斯接壤烏克蘭邊境的布良斯克州一個不明爆炸裝置在車站附近爆炸，造成貨運列車的車頭和約20節車廂出軌，沒有人員傷亡。俄媒指當地的俄烏接壤地區是烏克蘭無人機和導彈襲擊目標，主要針對能源設施和居民區。俄控克里米亞發生爆炸，爆炸發生在距離辛菲羅波爾機場幾公里的什科爾諾耶村附近的一個前邊防警衛訓練基地。
欧盟针对乌克兰农产品采取预防性措施的决议通过，并立即生效。欧委会为保加利亚、匈牙利、波兰、罗马尼亚和斯洛伐克五国农民提供1亿欧元补贴等，以换取有关国家取消对乌克兰粮食的禁令。　

## 5月3日
俄羅斯總統辦公室表示，烏克蘭無人機於2日晚上兩度施襲，企圖襲擊克里姆林宮內總統普京的住所，並表示普京並沒有受傷，工作日程亦沒有變化。克里姆林宮發言人佩斯科夫表示，在軍方及聯邦警衞局的雷達作戰系統及時干擾下，兩架烏克蘭無人機墜毀在克里姆林宮地面，沒有造成任何破壞，當時普京不在克里姆林宮內，而是身處莫斯科州新奥加廖沃官邸。烏克蘭否認派無人機行刺普京。
俄羅斯聯邦安全局宣布逮捕7名烏克蘭情報單位相關人員，並指控他們計劃在克里米亞半島發動「一系列引人注目的破壞和恐怖主義行為」。
俄羅斯瓦格納集團始創人普里戈任表示，烏克蘭部隊已開始在烏克蘭東部巴赫穆特發起反攻，恐怕會擊潰當地裝備不足的瓦格納士兵。
烏克蘭空軍司令部表示，俄軍出動26架伊朗製無人機，烏軍擊中其中21架。基輔官員則表示，防空系統殲滅派到基輔上空的無人機，目前尚無人員傷亡或設施損毀的初步消息傳出。
烏克蘭第聶伯羅彼得羅夫斯克州州長表示，俄軍其中一架無人機擊中首府第聶伯羅一棟行政大樓，導致建築物著火，防空部隊亦在此區上空擊落7架無人機。
美国宣布新一轮价值3亿美元的乌克兰援助计划。
烏克蘭總統澤連斯基表示，俄軍轟炸烏克蘭南部赫爾松市及附近地區，包括大賣場、火車站、加油站、住宅，造成至少21人死亡，48人受傷，全部死傷者都是平民。赫尔松市開始实行為期58小时的宵禁。
烏克蘭總統澤倫斯基抵達赫爾辛基，並出席「北歐烏克蘭峰會」，並與芬蘭總統尼尼斯托，瑞典總理克里斯德森、挪威總理斯托爾、丹麥總理佛瑞德里克森以及冰島總理雅各斯多提爾會面。
欧盟委员会通过《支持弹药生产法案》(ASAP)。该法案支持歐盟成員國紧急向乌克兰运送弹药和导弹，並引入包括融资在内的手段提高欧盟弹药和导弹及其零部件的生产能力。

## 5月4日
俄羅斯南部城市克拉斯諾達爾新羅西斯克的黑海港口附近一個煉油廠凌晨遭無人機襲擊，爆炸起火。火勢在約2小時後撲熄，無人傷亡。
烏克蘭防空部隊表示，俄羅斯黎明前出動24架自殺式無人機襲擊，防空部隊擊落其中18架。此外，烏克蘭南部作戰司令部表示，俄軍向黑海沿岸城市敖德薩發動攻擊的15架「見證者」自殺式無人機中，有12架被防空部隊擊落，另外3架命中大學校園，沒有人員傷亡。
烏克蘭空軍表示，晚上在基輔上空盤旋的無人機屬烏軍擁有，但其突然失控，及後已被擊落，避免任何意外，事件中亦無人受傷。
烏克蘭表示在基輔使用愛國者防空系統攔截了俄羅斯發射的一枚匕首導彈，這是烏克蘭首次攔截俄羅斯發射的超高音速導彈，亦是史上首次有同類導彈被成功攔截。
有「馬里烏波爾屠夫」之稱的前俄羅斯副國防部長米茲殷塞夫月初遭俄羅斯軍方撤換，俄羅斯網路媒體指出，他已加入傭兵組織瓦格納集團，並出任副指揮官。

## 5月5日
俄羅斯僱傭兵集團瓦格納領袖普里戈任表明，俄羅斯國防部及軍方再不提供彈藥，他將下令部隊最快5月10日撤出俄烏雙方僵持多時的巴赫穆特。
烏克蘭官員回應瓦格納領袖的言論直斥只是煙幕彈，並引用報告表示，瓦格納雇傭兵正在從其他前線地區抽調人手，加強巴赫穆特的陣地，試圖在5月9日莫斯科紀念第二次世界大戰勝利日之前奪取這座城市。
俄羅斯官員下令，由俄羅斯控制的烏克蘭南部札波羅熱地區部分靠近前線的18個村落的平民需臨時撤離，以應對烏軍春季大反攻的火力攻勢。
土耳其安卡拉舉行黑海經濟合作組織議會大會，俄羅斯和烏克蘭均派代表團出席，雙方互相騷擾。俄羅斯國家杜馬成員季莫菲耶娃在大會代表俄羅斯發言，並在胸前別上俄羅斯軍事象徵喬治絲帶，及後多名烏克蘭代表期間走到其身後，展示一面帶有三叉戟國徽的烏克蘭國旗，俄方另一代表上前扯走烏克蘭國旗，烏方代表亞歷山大·馬里科夫斯基上前搶奪，兩人其後一度混戰。主辦方土耳其大國民議會議長森托普宣布休會，把違反活動規則的代表團逐出會議廳。

## 5月6日
俄羅斯傭兵組織瓦格納集團宣布撤出烏克蘭東部城市巴赫穆特的計畫，並要求莫斯科允許將其在巴赫姆特的陣地移交給车臣共和国領導人拉姆赞·卡德罗夫。不過乌克兰方面表示瓦格纳集團非但沒打算撤退，而且還正在加强該武裝位於巴赫穆特的阵地。另外烏克蘭指责俄罗斯在巴赫穆特的民用基础设施附近投擲白磷弹药。
俄羅斯表示，在克里米亞半島上空擊落2枚烏克蘭飛彈，沒有造成任何損失或人員傷亡。
支持出兵烏克蘭的俄羅斯作家扎哈爾·普里列平乘坐的奧迪Q7在下諾夫哥羅德州發生爆炸，他本人腦震盪並多處骨折，他的司機當場死亡。Atesh表示對此次襲擊負責。
聯合國國際原子能總署署長葛羅西警告，俄羅斯控制的札波羅結核電廠周邊狀況「越來越難預測，可能很危險」，呼籲採取措施確保電廠安全運轉。
烏克蘭國防部發佈片段，指控俄羅斯在烏克蘭東部巴赫姆特地區使用「白磷彈」，導致當地陷入一片火海。根據《特定常規武器公約》中雖然沒有禁止在戰場上使用白磷彈，但明文規定若是在平民區投放，則會被視為犯下「戰爭罪」。此前，烏克蘭方面曾多次指控俄軍動用白磷彈，但莫斯科當局一概否認相關說法。

## 5月7日
俄羅斯傭兵組織瓦格納集團領袖普里格津表示，在他威脅要將前線部隊撤出巴赫穆特後，已獲得俄羅斯軍方「承諾」提供更多彈藥，因此暫不撤出。
俄羅斯聯邦安全局表示，烏克蘭情報單位企圖以無人機攜帶爆裂物，攻擊俄羅斯中部伊文諾弗州北方軍用飛機場，陰謀遭維安部隊瓦解。
俄控克里米亞政府表示，前一晚擊退烏克蘭針對塞凡堡發動的無人機攻擊，塞凡堡是俄軍黑海艦隊主要基地和司令部所在地。
俄佔扎波羅熱官員表示，約有1679人從俄羅斯控制的烏克蘭札波羅熱核電廠附近區域撤離，其中包括660名孩童。
烏克蘭尼古拉耶夫州州長表示，該州深夜遭到俄羅斯長程轟炸機以5枚Kh-22巡弋飛彈攻擊，有一棟建築物和屬於一家企業的土地遭到破壞。烏克蘭空軍發言人則表示，共有6枚此型飛彈射向烏克蘭，但都沒有擊中目標。東部哈爾科夫州州長表示，一枚S-300飛彈擊中巴拉克列亞市一個停車場，至少造成5人受傷。基輔和東南部第聂伯罗彼得罗夫斯克州官員則表示，分別在凌晨時分擊落偵察和攻擊型無人機各一架。
烏克蘭陸軍總司令瑟爾斯基表示，俄羅斯正加強對巴赫穆特的砲擊，並希望在5月9日俄羅斯紀念戰勝納粹德國勝利日之前奪下巴赫穆特，瑟爾斯基亦誓言將盡一切努力阻止俄軍。
土耳其外交部长梅夫吕特·恰武什奥卢表示，美国建议土耳其向乌克兰提供从俄罗斯购买的S-400型防空导弹系统，但土耳其予以拒绝。

## 5月8日
俄羅斯國防部表示，俄羅斯防空系統擊落32架烏克蘭無人機，其中22架是在黑海上空被擊落。防空系統也擊落兩枚導彈和五枚海馬斯火箭彈。俄羅斯國防部亦表示，俄羅斯在巴赫穆特的西部和西北部再奪取兩個地區。
歐洲聯盟執行委員會表示，布魯塞爾已向歐盟成員國提議就俄羅斯對烏克蘭發動戰爭祭出第11輪制裁。最新一輪制裁計畫的主要目標是防堵規避行為。
烏克蘭總統澤倫斯基就紀念二戰歐洲勝利日表示，誓言俄羅斯軍隊將在烏克蘭戰場上潰敗，就像納粹德國在二戰中被擊敗一樣，並表示已經簽署命令，將5月8日定為戰勝納粹德國的二戰勝利紀念日，5月9日定為「歐洲日」。 
烏克蘭官員表示，俄羅斯在5月9日「勝利日」前夕加強攻勢，哈爾科夫州、赫爾松州、尼古拉耶夫州和敖德薩州等地城市遭到多達16枚飛彈襲擊，烏克蘭陣地和人口稠密區也受到61次空襲，以及52次榴彈砲擊，俄方並出動35架伊朗製「見證者」自殺式無人機，全數遭到烏克蘭防空系統摧毀，此次行動在基輔至少造成5人受傷，另有燃料庫、車輛、建築物和基礎建設受到毀損。
烏克蘭政府表示，俄羅斯拒絕為進入黑海的運糧船進行登記和檢查，變相停止履行黑海糧食協議。烏方聲明表示，目前有90艘貨船，包括62艘運糧船，正在土耳其海域等待俄羅斯批准前往烏克蘭黑海港口。
美國傳媒表示，美國政府計劃向烏克蘭提供12億美元軍事援助，部份資金將用於幫助烏克蘭對無人機、火箭彈和地對空導彈等武器進行防禦。

## 5月9日
英國政府表態有興趣提供烏克蘭射程200公里到300公里的導彈。華盛頓郵報則報導，英國將提供的可能是「暴風影」導彈，位在克里米亞最大城市塞瓦斯托波爾亦將在其射程內。
美國政府宣布，將提供烏克蘭12億美元安全援助的新方案，以加強烏克蘭的空防，並提供更多砲彈。
俄羅斯在莫斯科紅場舉行衛國勝利日閱兵，紀念在二次大戰戰勝納粹德軍78周年。總統普京發表演說，指有人向俄羅斯發動一場「真正的戰爭」，並聲言俄羅斯正在捍衛主權，強調俄羅斯希望看到一個和平的未來，指責西方播下仇恨和恐懼俄羅斯的種子，形容西方的目標是要看到俄羅斯衰落。普京表示，他對參與軍事行動的俄羅斯士兵感到自豪，並指全國都團結支持這一批「英雄」。整場閱兵儀式有逾1萬名軍人參與，展示約125件武器，包括裝甲車、防空系統和彈道導彈等，部分曾在烏克蘭戰鬥的部隊亦有參加儀式。白俄羅斯、吉爾吉斯、塔吉克、烏茲別克、亞美尼亞和哈薩克等國的領導人均有出席儀式。
俄羅斯僱傭兵組織瓦格納集團領袖普里格津指控，俄軍一個單位逃離烏克蘭東部巴赫姆特附近的陣地，並痛罵俄羅斯政府沒有能力捍衛國家。
俄羅斯外交部發言人扎哈羅娃批評烏克蘭總統澤倫斯基早前將跟從歐盟將5月8日定為二戰勝利日，5月9日改為「歐洲日」，永遠背叛自己的祖先，背叛曾在蘇聯紅軍中戰鬥的人、在集中營受折磨的人以及為了勝利在後方辛勤工作的人，控訴澤倫斯基是納粹幫凶。
聯合國秘書長古特雷斯表示，對於俄羅斯和烏克蘭的戰爭，因為雙方都認為他們可以打贏戰爭，所以他認為目前在俄烏衝突中，目前沒有立即達成全面停火的可能性。
乌克兰空军表示，俄羅斯向基辅和乌克兰其他地区发射了二十五枚导弹。二十三枚被防空部队拦截。此外，烏克蘭軍方表示，基本攔截俄羅斯發射的新一輪導彈襲擊，包括攔截8枚匕首高超音速導彈。
來自法国的法新社记者阿尔曼·索丁在恰西夫亚尔附近被BM-21火箭炮打死。當時他是乌克兰方面的隨軍記者。

## 5月10日
俄羅斯僱傭兵組織瓦格納集團領袖普里戈任表示，5月8日接獲軍事命令，指如果兵團離開巴赫穆特，將會被視為叛國。但普里戈津表明，如果彈藥持續不足，他們將會照樣撤離。
俄羅斯總統普京簽署法令，徵召預備役的俄羅斯公民展開2023年度軍事集訓，旨在提高預備役人員的戰鬥訓練水平。
烏克蘭方面表示，在烏軍採取些許反攻後，俄羅斯部隊已從巴赫穆特附近部分地區撤退，前線部分地區撤退約2公里。瓦格納集團領袖普里格津則表示：「我們的軍隊正在逃竄。第72旅今天上午痛失3平方公里，在那裡損失約500人。」亦抱怨，部隊只收到所需砲彈的10%。
加拿大與拉脫維亞國防部長共同宣布，兩國軍方將一起在拉脫維亞訓練烏克蘭軍隊，協助烏克蘭對抗俄羅斯侵略。
哈爾科夫州州長表示，沃夫昌斯克遭到炮擊，造成1人死亡，3人受傷。
日本外务大臣林芳正表示，受俄羅斯入侵烏克蘭的影響，日本正在与北约谈判，打算讓北約在东京设立联络处。

## 5月11日
英國政府宣布向烏克蘭提供暴風影導彈，成為第一個提供基輔長程武器的國家，該導彈射程達到250公里，烏軍之前擁有的飛彈中，射程最長的僅79公里。英國政府表示，烏克蘭政府向英國保證，這些飛彈只會用在烏克蘭境內使用，絕對不會用作攻擊俄羅斯本土。
烏克蘭總統澤倫斯基表示，軍方需要時間等待軍援交付，因此烏克蘭需要更多時間才能發動對俄反攻。
美國駐南非大使指責南非偷偷提供武器給俄羅斯，不過南非方面予以否認。後來美國駐南非大使宣佈道歉。
美國前總統特朗普表示，如果他赢得2024年美國總統大选，他不会向乌克兰提供武器，而且他也拒絕承認普京是戰犯。
俄羅斯圣彼得堡一名60岁退休女子因被指控褻瀆普京父母坟墓而被判处两年缓刑。該女子在普京父母坟墓上留下一张纸条，称普京为「疯子」和「怪物」，此前她在得知乌克兰戰爭爆發後感到非常恐惧。同時俄羅斯一个军事法庭判处科米共和国一位男性历史教师五年半监禁，該男子在2022年10月發佈了一則貼文，他表示克里米亞大橋爆炸事件是普京的「生日礼物」，他因此被指控为恐怖主义辩护并诋毁俄罗斯军队。
俄羅斯國防部表示，烏軍部隊在索列達爾方向95公里長接觸線全線展開攻勢，但進攻均被擊退，俄軍防線未遭突破。

## 5月12日
俄羅斯傳媒引述國防部表示，一架Mi-28攻擊直升機，於當地時間下午3時42分墜毀在克里米亞半島北部占科伊地區，機上兩名俄羅斯飛行員死亡。
烏克蘭宣布，烏軍在烏克蘭東部城市巴赫穆特取得突破。俄羅斯方面承認已撤退至巴赫穆特市以北，俄羅斯傭兵組織瓦格納集團領袖普里格津批評是「潰敗」。
俄羅斯國防部證實，部分位於巴赫穆特的軍隊已後撤到「更有利的防守位置」，是過去10個月以來，首度承認烏軍「成功」收復失地。
俄羅斯聯邦偵查委員會表示，一名不明人士把一个自制爆炸装置放入俄佔扎波罗热梅利托波尔一公寓大楼入口的垃圾桶里，導致俄佔扎波罗热住宅公用事业部代理副部长被炸傷，隨即被送往医院。同時俄佔扎波罗热梅利托波尔北部响起爆炸声，部分地區停電。
德國國防部宣布，向烏克蘭提供新一輪逾27億歐元軍事援助，包括30輛豹型坦克，以及提供4套Iris-T防空系統、20輛黃鼠狼步兵戰車、200架無人偵察機、100輛裝甲車和大量彈藥，是俄烏戰爭爆發以來，德國向烏克蘭提供的最大批軍援。

## 5月13日
俄羅斯凌晨向烏克蘭西部赫梅利尼茨基州發動大規模無人機攻擊，一共向軍事目標發射21架自殺無人機，其中17架被烏軍成功攔截，但有4架擊中軍事設施，並發生大爆炸，波及周圍民居等非軍事單位場所，據官方消息近30人受傷。此外，烏克蘭西部城市捷爾諾波爾亦遭遇襲，當地官員表示有倉庫損毀，最少兩人受傷。
烏克蘭總統澤連斯基抵達抵达意大利罗马訪問，並與總統及總理梅洛尼會面，及後轉往梵蒂岡與教宗會面。
據俄羅斯「工商日報」報導，1架蘇-34戰鬥轟炸機、1架蘇-35戰鬥機和2架Mi-8直升機組成的突擊隊，在俄羅斯西部布揚斯克地區的一次伏擊中「幾乎同時被擊落」，且4名戰機駕駛全數罹難。至事發後半年，烏軍證實上述飛機，均被防空部隊發射的愛國者三型導彈擊落。
俄罗斯指责乌克兰使用暴风影导弹袭击卢甘斯克市，造成6名儿童受伤。俄方還表示击落了两架乌克兰飞机，分別為苏-24和米格-29。
俄羅斯表示，俄軍在前線交戰熱點巴赫姆特持續推進，已經奪下部分區域的控制權。不過烏克蘭國防部副部長馬里亞爾表示，烏克蘭軍隊正在巴赫穆特朝兩個方向推進，但市中心的局勢仍相當複雜。
烏克蘭軍隊發言人奇列瓦蒂在社交媒體表示，過去在3天的反攻行動中，烏克蘭武裝部隊已經解放巴赫姆特地區的17.3平方公里領土。
烏克蘭外交部指責俄羅斯襲擊捷爾諾波爾地區及首都基輔。另外，武裝部隊總參謀部發表戰報，指俄軍在利曼、巴赫穆特及馬林卡等方向發動重點攻擊，烏克蘭空軍及炮兵部隊打擊俄軍人員，摧毀彈藥庫、防空系統及無人機等裝備。
俄羅斯國防部發表戰報表示，俄軍一日內在利曼、頓涅茨克、哈爾科夫、扎波羅熱及赫爾松等方向發動攻勢，打擊烏軍軍火庫、裝甲車及大炮等武器，防空部隊就攔截了多枚烏軍火箭彈，擊落十多架無人機。
美國《華盛頓郵報》引述外洩的美國情報部門機密文件表示，烏克蘭總統澤連斯基曾經考慮攻擊俄羅斯境內目標，甚至派兵佔領俄羅斯邊境城市，以賺取與俄羅斯談判的籌碼。澤連斯基回應有關指控時表示，有關情報內容「純屬虛構」，並強調烏方從未下達任何攻擊俄羅斯境內目標的命令，烏克蘭未曾佔領任何別國領土。

## 5月14日
烏克蘭總統澤連斯基到訪德國並與德國領導人舉行會議。及後，轉到法國，並與總統馬克龍舉行工作晚宴後，法國宣布向烏克蘭增加軍事援助，加強烏軍防空能力。
俄羅斯國防部表示，兩名俄軍指揮官在烏克蘭東部前線巴赫姆特附近的戰鬥中喪生，當中包括俄軍第4機動步兵旅指揮官馬卡洛夫和一個軍團負責政治工作的副指揮官布羅夫科。
乌克兰国家通讯社表示，过去一天，乌克兰切尔尼戈夫州、哈尔科夫州、捷爾諾波爾州等10个州遭到俄罗斯导弹等打击。顿涅茨克州和赫尔松州有7人死亡，另有16人受伤。俄罗斯军方承認俄軍對捷爾諾波爾州以及第聂伯罗彼得罗夫斯克州發動遠程打击。乌克兰空军有關人員表示，該國部隊摧毁了25架无人机和3枚巡航导弹。俄罗斯官员表示，受到乌克兰军队的炮击影響，俄羅斯控制的卢甘斯克州的移动互联网服務暂时中止。
美國《華盛頓郵報》引述外洩的美國情報部門機密文件表示，俄羅斯雇傭兵組織華格納集團領袖普里格津，在戰爭期間一直和烏克蘭國防部情報總局的聯絡人保持秘密通訊，除了電話外，亦曾經在非洲某國與烏克蘭情報總局官員面對面會談。其中，普里格津曾向烏軍情報人員表示，俄羅斯正規軍正為彈藥供應而苦惱，部隊士氣低迷，並建議烏軍趁機繼續攻擊克里米亞邊境，並且表示如果烏軍願意撤出巴赫姆特，他願意提供俄羅斯正規軍部隊位置，讓烏軍可以突襲這些俄軍，但烏克蘭拒絕 。
烏克蘭國防部副部長馬利亞爾在社群媒體上表示，烏克蘭軍隊已經在巴赫姆特南部和北部郊區攻取超過10個俄軍據點，俘虜俄羅斯軍隊多個部隊的士兵。

## 5月15日
烏克蘭總統澤連斯基抵達倫敦訪問，並與首相苏纳克會面。英國政府發言人表示，苏纳克將確認會在未來數月，向烏克蘭提供數百枚防空導彈及數百架新型遠程攻擊無人機。此外，苏纳克與澤倫斯基會晤後向記者表示，雙方擬建立跨國「戰機聯盟」。
烏克蘭東部頓內茨克州州長表示，一枚俄羅斯飛彈擊中州內阿夫迪伊夫卡市一家醫院，造成4人死亡。哈爾科夫州德沃里奇納受到攻擊，有2人死亡。
俄羅斯傳媒報導，南非陸軍部隊指揮官到訪莫斯科訪問，討論雙方軍事合作交流事宜。早前，美國駐南非大使曾指控南非秘密提供武器給俄羅斯。
俄羅斯方面表示擊落了一枚由英国提供的暴风影导弹以及10枚M142高机动性多管火箭系统炮弹。
俄佔盧甘斯克卢甘斯克市一家理发店发生爆炸，造成包括盧甘斯克人民共和國代理內政部長伊戈爾·科內特在內的7人受傷。
俄羅斯总统普京签署一项法令，根據該法令，在乌克兰支援俄羅斯作戰的外国志愿者获得俄罗斯公民身份的程序將簡化，而且獲得俄公民的资格扩大到其配偶、子女和父母
。
联合国安理会就乌克兰人道主义局势举行会议，联合国方面呼吁继续实施黑海农产品外运协议。

## 5月16日
烏克蘭首都基辅凌晨遭到空袭，導彈或無人機的碎片击中位於索洛米揚卡區的动物园，并造成三人受伤。烏克蘭軍方表示，俄羅斯向烏克蘭發射18枚飛彈、6架見證者無人機及3架無人偵察機皆被擊落。另外，乌克兰国防部長宣布拦截6枚俄罗斯高超音速匕首导弹。此外，哈爾科夫州德沃里奇納再度遭到受到攻擊，2人死亡。
俄罗斯国防部表示烏克蘭的MIM-104爱国者导弹系統被一枚匕首导弹摧毁。一位美国官员承認烏克蘭的確有一个MIM-104爱国者导弹系統在袭击中受損，不過受損的MIM-104爱国者导弹系統可以修復。另外，俄占頓涅茨克領袖杰尼斯·普希林表示，俄罗斯军队夺取了阿夫迪伊夫卡附近的几个乌克兰阵地。
俄羅斯國家杜馬一致通過廢止《歐洲常規武裝力量條約》法案。總統普京特使向國家杜馬表明，北約已令俄羅斯無法繼續履行條約。聯邦安全會議副主席梅德韋傑夫表示，條件文件對俄羅斯早已失去意義，現在沒有甚麼能阻止俄羅斯將武器部署在想部署的地方，包括俄羅斯的歐洲部分。他續指，俄羅斯將最大限度地擴大武器、軍事裝備和特種設備以及打擊載具的產量。副外長里亞布科夫亦曾形容，條約現時有違俄羅斯的國家安全。
南非總統拉瑪佛沙表示，6位非洲國家領導人計劃「儘速」訪問俄羅斯與烏克蘭，以協助找尋俄烏戰爭的解決之道。
一名持有俄罗斯护照的哥伦比亚公民因被指傳播假新聞，而被俄羅斯法院判處五年零两个月的监禁。法院判决其有组织的、出于自私动机散布关于（俄罗斯）军队的“假新闻”。
歐洲和平機制 (EPF)打算再向烏克蘭提供5億歐元的軍援，但匈牙利方面阻止歐洲和平機制撥款。匈牙利認為歐洲和平機制已经給予烏克蘭大量资金，应将有关資金用在其他地方。
英国首相和荷兰首相同意建立一个“国际联盟”，該聯盟負責向乌克兰提供战斗机並培訓烏克蘭的飞行员。不過該消息後來被荷蘭媒體否認。英国和德国表示未來不會向烏克蘭提供戰鬥機。
一名32岁的吉爾吉斯斯坦男子在2022年6月至2022年11月期间加入了顿巴斯地區的俄罗斯军队，期間每月月薪達180,000卢布。此日，吉爾吉斯斯坦法院以非法加入僱佣軍為由判處其10年監禁。

## 5月17日
烏克蘭空軍發言人否認，愛國者導彈防空系統被俄軍的「匕首」高超音速導彈摧毀，直斥言論是俄方宣傳技倆。此外，烏克蘭方面聲稱，俄羅斯軍隊由開戰至今已有超過20萬人死亡，每分鐘3人喪生。另外，乌克兰安全局指控6人非法传播乌克兰防空系统信息，其中一人懷疑是烏克蘭女歌手沃羅諾娃（Inna Voronova），這些人還把相關信息發佈到社交媒體上。乌克兰安全局指此類行為有助於俄羅斯發動更精準的空襲 。
烏克蘭外交部表示，外交部長在基輔與中國政府歐亞事務特別代表李輝會談時表示，烏克蘭不會接受任何涉及割讓領土或凍結衝突，以結束俄烏戰事的提議。
烏克蘭南部赫爾松州澤萊尼夫卡遭到俄羅斯炮擊，造成1名兒童死亡。
俄罗斯国防部表示乌克兰一门由英国制造的L-119榴弹炮被俄軍摧毀，同時俄方還轟炸了尼古拉耶夫的一個彈藥庫。另外，據俄新社報道，俄羅斯國防部長紹伊古否認烏克蘭早前表示擊落6枚匕首高超音速導彈的說法，並指烏克蘭聲稱攔截的導彈數量總體上是俄方發射數量的3倍。紹伊古又指，烏方經常將導彈的類型弄亂，這亦是為何烏方並沒有擊中導彈的原因。
俄羅斯克里姆林宮證實，3名從事高超音速飛彈研究的科學家因為涉嫌叛國罪遭到逮捕，目前尚未說明3人涉犯叛國罪的具體細節，被逮捕的俄羅斯科學家馬斯洛夫（Anatoly Maslov）、希普柳克（Alexander Shiplyuk）、茲維金采夫（Valery Zvegintsev）等3人多年來致力於武器研究，並於2016年出版了題為《俄羅斯ITAM的極音速短期空氣動力學研究設施》的科學著作。此外，莫斯科一家法院下令逮捕电影制片人亚历山大·罗德尼扬斯基和导演伊万·维里帕耶夫，法院指控他們散布有关俄罗斯军队的虚假信息。两人都因反对俄羅斯入侵烏克蘭而流亡國外。另一家法院判处反对派人物和反战活动家米哈伊尔·克里格 (Mikhail Krieger）七年有期徒刑，罪名是为恐怖主义辩护和煽动仇恨。克里格表示，他自己是因反战且公开支持乌克兰而受到起诉。
歐洲理事會冰島召開會議，當中40個國家簽署參與戰損登錄平台的創建，秘書長布瑞克表示，平台是踏出「迫切必要的第一步」，以確保能「替戰爭受害者伸張正義」，戰損登錄平台將設立在海牙，並在烏克蘭開設衛星辦事處，會詳細紀錄俄羅斯在戰時造成的損害和破壞。
波蘭总统表示，由于缺乏足够数量的先进战斗机，波兰无法向乌克兰提供F-16战斗机。

## 5月18日
烏克蘭軍隊表示，俄羅斯對烏克蘭展開大規模空襲，針對基輔及其他地區發射30枚巡弋飛彈，有29枚被烏軍防空部隊擊落，烏克蘭全境發布空襲警報，南部城市敖德薩的一座工業設施遭受俄羅斯發動飛彈襲擊、造成一人死亡，另外，空襲期間落下的碎片在基輔東部地區引發2起火災。
烏克蘭國防部情報總局局長布達諾夫（Kyrylo Budanov）表示，自從俄羅斯展開侵略以來，已暗殺多名克里姆林宮喉舌。此外亦表示，烏克蘭將在與俄羅斯接壤的邊境設置長達近100公里的非軍事化邊境區，以減少未來發生攻擊的可能。
前線烏克蘭指揮官表示，隨著烏方推進，俄軍正進一步布在烏克蘭東部城市巴赫穆撤退，並透過轟炸所有路線來阻礙車輛運送士兵和彈藥等，企圖減慢烏方攻勢。而俄羅斯僱傭兵組織瓦格納集團領袖普里戈津則表示，旗下僱傭兵仍在市內推進，但郊區的俄軍已經向北撤退多達570米，導致失去掩護，並向俄羅斯國防部及軍方最高領導層作公開呼籲，切勿放棄在巴赫穆特的側面據點。
俄羅斯戰略轟炸機晚上向基輔和其他幾個烏克蘭城市發射巡航導彈。烏克蘭軍方表示，他們擊落大部分導彈。俄羅斯國防部則表示，全部導彈擊中並摧毀夜襲中的所有目標。
俄羅斯併吞的克里米亞半島一列運載穀物的列車脫軌，莫斯科任命的官員宣稱事件是因蓄意破壞造成。
一位亲乌克兰的车臣指挥官侯赛因·詹贝托夫（Hussein Dzhambetov）回到了俄罗斯。
土耳其總統埃爾多安宣布黑海穀物協議在土耳其和聯合國的斡旋之下再延長60天。烏克蘭方面則對倡議再次延期的決定表示歡迎，同時也希望倡議能夠得到有效履行。俄羅斯外交部發言人扎哈羅娃則證實倡議將再次延長，但強調俄方對該倡議情況的總體評估「沒有改變」。
法國總統馬克龍表示，法國將提供烏克蘭暴風影飛彈，成為繼英國後第二個國家，但並沒有提到數量及交付時間。馬克龍亦表示，法國不是對俄羅斯發動戰爭，是在幫助烏克蘭抵抗侵略，他亦強調：「不會提供能夠到達俄羅斯領土的武器。」英国国防大臣证实，英方提供的暴风影导弹已運抵烏克蘭。
美国政府官員表示，美方不会阻止美國的盟友向乌克兰转让F-16战斗机，但美方自己不會向烏克蘭提供F-16战斗机。

## 5月19日
乌克蘭官方宣布将国家战时状态自2023年5月20日延长至2023年8月18日。
烏克蘭軍隊表示，基輔和其他烏克蘭城市在黎明時分，遭到俄羅斯軍隊的襲擊，並攔截所有針對首都基輔的爆炸式無人機，其中西部的利沃夫和羅夫納以及南部的赫爾松和克里維里都發生了爆炸。目前尚無人員傷亡和損失的報告。另外，軍方表示擊落19架無人機和導彈。
烏克蘭總統澤連斯基抵達沙特阿拉伯，參加在吉達舉行的阿拉伯聯盟峰會，並在峰會上表示：「在世界上和該地區，某些領導人對俄羅斯入侵烏克蘭『視而不見』」。
俄羅斯總統普京表示，西方正試圖在俄羅斯的不同民族之間挑撥離間，並將俄羅斯分裂成幾十個國家。另外，俄羅斯外交部表示，採取反制措施回應華盛頓宣布的最新一輪制裁，其中禁止500名美國公民入境，包括美國前總統奧巴馬。聲明中表示，此舉是回應美國上個月拒絕向與外交部長拉夫羅夫一同前往聯合國出席會議的媒體發放簽證所引致。此外，外交部表示莫斯科政府拒絕美國提出對被拘留的華爾街日報記者埃文·格甚科維奇進行領事探視的請求，埃文涉嫌從事間諜活動於3月被捕，埃文和華爾街日報均否認有關指控。
據俄羅斯傳媒報導，俄羅斯已對國際刑事法院首席檢察官發出逮捕令，該檢察官於3月對普京發出逮捕令。
七大工業國集團領袖峰會在日本廣島舉行，並發表聲明，重申共同反對俄羅斯針對烏克蘭發起的非法不正當且無端侵略戰爭，並同意對俄羅斯實施包括限制俄罗斯钻石贸易在內的更多制裁，承諾「只要烏克蘭需要，將提供財政、人道主義、軍事及外交支持」。英国和加拿大單獨表示将对俄罗斯实施新一輪制裁。
美國白宮國安顧問蘇利文表示，總統拜登已經告知七國集團領袖，支持西方盟友提供F-16戰機給烏克蘭，並將支持訓練烏克蘭機師駕駛該款戰機。英國、荷蘭、比利時和丹麥對此表示歡迎。英國首相辛偉誠表示，英國將與荷蘭、比利時和丹麥合作，讓烏克蘭獲得空中作戰能力。丹麥國防部則表示，已準備好協助訓練機師。烏克蘭總統澤連斯基讚揚此舉是「歷史性決定」。另外，美國國防部表示，在計算美國對烏軍援成本時算錯金額，至少多算30亿美元。
美國宣布對俄羅斯實施新制裁措施，包括俄方的能源企業和軍工供應鏈，涉及20多個國家或司法管轄區的22人和104個實體實施制裁，而國務院則針對近200人、實體、船隻和飛機實施制裁，屬有史以來最嚴厲的制裁措施。
環保運動組織綠色和平在俄羅斯分支機構表示，由於俄羅斯總檢察長將其定性為「不良組織」，該組織的俄羅斯分支將關閉，該定性實際上將該組織定性犯罪組織。

## 5月20日
烏克蘭軍隊表示，基輔和其他烏克蘭城市在清晨時分，遭到俄羅斯軍隊的襲擊，基輔防空部隊成功擊落俄羅斯無人機，但墜落的碎片造成一些破壞，包括導致一棟住宅起火，沒有人員傷亡，另外，碎片也在其他三個地區造成一些破壞，但沒有傷亡報告。
烏克蘭總統澤倫斯基抵達日本，將與烏克蘭的盟友及伙伴舉行會議，並表示與印度總理莫迪、英國首相蘇納克、意大利總理梅洛尼、法國總統馬克龍和德國總理舒爾茨進行富有成效的會談。
俄羅斯僱傭兵組織瓦格納集團領袖普里格津單方面宣稱已經完全控制烏克蘭東部城市巴赫姆特，在影片身穿作戰服的普里格津出現在一排手持俄羅斯與瓦格納旗幟的僱傭兵前方，並表示「今天，正午12時，完全佔領了巴赫姆特」。總統普京恭賀奪下巴赫姆特，表示將表揚有功人員，俄羅斯國防部亦發聲明表示已經完全攻下巴赫姆特。烏克蘭方面則否認瓦格納已經控制巴赫穆特，並表示烏克蘭部隊將繼續在巴赫穆特作戰。
俄羅斯外長拉夫羅夫表示，七國集團在日本峰會上做出的決定旨在對俄羅斯和中國進行「雙重遏制」，並重申西方正在利用烏克蘭作為工具。早前，在廣島七國集團首腦會議上，七國同意加強對莫斯科的制裁並削減對中國的依賴，亦敦促中國向俄羅斯施壓，要求其停止軍事侵略並立即從烏克蘭撤軍。另外，俄羅斯副外長亞歷山大·格魯什科警告西方不要提供飛機給烏克蘭，並表示如果西方國家向烏克蘭提供F-16戰鬥機，西方國家將面臨「巨大風險」。
匈牙利外交部長表示，除非烏克蘭將匈牙利的「OTP銀行」排除出烏克蘭所制定的「戰爭資助者」名單之外，否則將會阻止歐盟提供給「歐洲和平機制」的5億歐元援助，該項機制用於為烏克蘭提供軍事援助。同時，批評歐盟最新對俄羅斯的制裁計畫「完全違反常識」，並稱先前的制裁措施都已失敗。

## 5月21日
烏克蘭國防部副部長表示，烏克蘭軍隊沿側翼部分包圍東部城市巴赫穆特，並仍控制著該市的部分地區，並正繼續沿著巴赫穆特郊區推進。
俄佔扎波羅熱地區一名由俄羅斯任命的官員聲稱，烏軍攻擊由俄羅斯控制的港口城市別爾江斯克，並向該市發射七枚導彈，其中四枚屬英國提供的暴風影巡航導彈，其中六枚導彈被攔截，一枚落在郊區，但沒有造成人員傷亡。
美國總統拜登在日本廣島出席七大工業國峰會期間，會見烏克蘭總統澤倫斯基，並宣布將提供基輔新一批軍事援助計畫，高達3.75億美元的計劃將包括彈藥、大砲、裝甲車等。此外，拜登表示，烏克蘭總統澤倫斯基已經明確保證不會使用F-16戰機攻擊俄羅斯領土。
烏克蘭總統澤連斯基在七國集團廣島峰會上表示，基輔對結束俄羅斯在烏克蘭的戰爭的計劃是「明顯的理性表現」，並尋求烏克蘭人民支持的和平方案，亦感謝西方領導人實現「確保民主、國際法和自由得到尊重的合作水平」，但質疑：「這就足夠嗎？」
俄羅斯外交部譴責七國集團廣島峰會的內容及邀請基輔政權頭目出席，令峰會淪為西方國家的政治表演舞台，並表示在峰會中意圖鼓吹反俄與反中言論。

## 5月22日
烏克蘭總統澤連斯基表示，烏克蘭的防空系統在21號晚上至22號早上期間擊落25架俄羅斯無人機。另外，有烏克蘭官員表示，俄羅斯昨夜空襲第聶伯羅彼得羅夫斯克州，造成至少8人受傷、多棟建物受損，但烏克蘭防空系統摧毀20架無人機和4枚巡弋飛彈。哈爾科夫州庫皮揚斯克遭到炮擊，2名婦女受傷。
俄羅斯別爾哥羅德州州長表示，烏克蘭武裝部隊的一枝破壞與偵查小組已經進入別爾哥羅德州，俄軍與俄羅斯聯邦安全局正「採取必要措施以消滅敵軍」。與此同時，親烏克蘭的「自由俄羅斯軍團」宣稱已經攻占別爾哥羅德州一條村莊，目前部隊仍持續往下個目標進軍。「自由俄羅斯軍團」由俄羅斯聯邦武裝力量的叛逃者，以及俄羅斯人和白俄羅斯人的志願者組成，與烏克蘭部隊並肩對抗俄軍入侵。克里姆林宮表示總統普京已經獲悉有「烏克蘭破壞分子」企圖越境進入別爾哥羅德地區，而烏克蘭總統辦公室主任顧問則表示事件與烏克蘭無關，並劃清界限。
俄羅斯布良斯克地區州長表示，烏克蘭武裝部隊向當地發射迫擊砲彈，導致兩棟房屋起火，沒有人員傷亡。此外，俄佔扎波羅熱官員表示，札波羅熱核電廠再度與電網斷聯，已切換至備用和緊急電源發電機，原因是烏方切斷其控制的一條電線後，使該廠「徹底」與外部電網斷聯。
俄羅斯僱傭兵組織瓦格納集團領袖普里戈任表示，瓦格納將在6月1日前退出烏克蘭東部城市巴赫穆特，並將控制權移交俄軍。早前瓦格納宣稱完全控制巴赫穆特，但烏克蘭否認。
俄羅斯駐美國大使安東諾夫表示，烏克蘭無人員及能力執行F-16戰機行動，暗指北約的戰機援助等同直接參與衝突，揚言俄羅斯政府會作出回應，並重申，攻擊克里米亞等同攻擊俄羅斯本土。
白俄羅斯反對派領袖斯維特蘭娜·季哈諾夫斯卡婭指責白俄羅斯總統盧卡申科親自下令轉移烏克蘭兒童，違反國際法，並暗示可能犯有戰爭罪。
丹麥外交部長表示，丹麥對向烏克蘭提供 F-16 戰鬥機的想法持開放態度，但尚未完全確定是否提供。他亦表示，丹麥有意在7月主辦尋求俄烏和平的峰會，但需要印度、中國、巴西等國參與。
北约议会大会认定俄罗斯对乌克兰犯下的罪行是种族灭绝，並支持由一个国际法庭来审判俄罗斯战争罪，北約還表示要帮助乌克兰取得胜利，並恢复乌克兰领土完整以及落实进一步的對俄制裁，北約还承诺為帮助恢复乌克兰经济將设立类似马歇尔计划的援助项目。

## 5月23日
烏克蘭總統澤倫斯基結束海外訪問後視察東部頓內茨克州前線陣地，並慰問士兵，而俄羅斯軍隊正集中火力希望攻佔當地
，另外乌克兰军方表示，当天全国遭到25次空袭和20次炮击。顿涅茨克州州长表示，托雷茨克遭到俄羅斯襲擊，一所学校被摧毀，但没有造成人员伤亡。
接壤烏克蘭邊境的俄羅斯別爾哥羅德州22號遭到親烏克蘭的「自由俄羅斯軍團」攻占部分村莊，州長表示，現在局勢仍不安全，要求撤離居民不要返回家中，並表示已撤離9座邊境村莊的居民。俄羅斯政府則表示，武裝部隊已經擊退並消滅來犯的武裝分子。
在延長黑海穀物倡議後，已經有四天沒有船隻離開烏克蘭港口。烏克蘭方面表示，由於俄羅斯不允許船隻進入，位於烏克蘭南部敖德薩州的尤日內港口已停止運作，破壞黑海穀物出口協議。
乌克兰安全局表示，對俄羅斯指挥官Andrey Ruzinsky少将展開調查，2022年起他負責領導對烏克蘭東部的軍事佔領。烏方指控他下令使用重型武器袭击人口稠密地区，并向巴拉克利亚镇的军事指挥官下达命令，該地曾發生多宗平民被拘留和遭受酷刑的案件。
欧盟外交和安全政策高级代表何塞普·博雷利表示，在美國同意後，烏克蘭F-16飛行員訓練終於在數個國家展開，其中波蘭已展開訓練烏克蘭飛行員駕駛美製F-16戰機的計畫。不過波蘭國防部長重申不會向烏克蘭提供F-16戰機。另外何塞普·博雷利表示自2023年3月以来，歐盟已向乌克兰提供22万枚炮弹和1300枚导弹。
流亡的白俄罗斯反对派团体發表报告指，有約2150名烏克蘭兒童被帶到白俄羅斯領土上的「夏令營」和兒童院，當中包括6至15歲的孤兒，乌克兰总检察长就事件展開調查。此外，總檢察長辦公室向媒體透露，已對白俄罗斯從頓涅茨克、盧甘斯克、扎波羅熱、赫爾松和哈爾科夫等被佔領地區「強迫運送或驅逐」19,000多名兒童提起刑事訴訟。
自2022年2月俄羅斯全面入侵烏克蘭以來，聯合國已確認烏克蘭有8895名平民死亡，15117人受傷，聯合國人權事務高級專員表示，數字可能會更高，因為武裝衝突會推遲死亡報告。

## 5月24日
俄羅斯南部接壤烏克蘭的別爾哥羅德州州長葛拉特卡夫表示，在親烏克蘭武裝分子侵佔該州部分地區後，遭到無大量人機攻擊，防空系統擊落大部分無人機，但仍然有幾處住宅、辦公室，車輛以及天然氣管線受損。
俄羅斯僱傭兵組織領袖普里戈任表示，瓦格納集團在爭奪巴赫穆特的戰鬥中損失20,000名戰士。他亦表示，在為期15個月的戰爭中招募的五萬名俄羅斯罪犯中，約有 20%死在烏克蘭東部。有關說法與莫斯科政府早前聲稱在戰爭中僅損失6000多名士兵形成差距，並且高於官方公布有關1979年至1989年間蘇聯入侵阿富汗中失去的15000名士兵的數字。
俄羅斯克里姆林宮表示，早前越界進入俄羅斯的親烏克蘭武裝分子，使用西方製造的軍事裝備，並且與西方援助烏克蘭的軍備相同，當中包括美國的軍備。此外，俄羅斯國防部表示，在別爾哥羅德州擊斃超過70名「烏克蘭士兵」，並將其餘迫回烏克蘭境內。烏克蘭副國防部長則表示，攻擊別爾哥羅德州的人是俄羅斯愛國分子，希望改變俄羅斯政權。另外，國防部表示，烏克蘭對俄羅斯黑海艦隊中的一艘偵查船伊万庫爾斯號發動無人快艇攻擊，但並未成功。
中國國家主席習近平在北京會見俄羅斯總理米舒斯京，並表示鞏固好、發展好中俄關係，是民心所向，也是大勢所趨。中方願與俄方在涉及「彼此核心利益」問題上繼續相互堅定支持。
在日内瓦举行的世界衛生大會上，世界卫生组织成员国以80票支持、9票反對、52票弃权的投票結果通過了一項谴责俄罗斯入侵乌克兰的聲明，除了匈牙利以外的27个欧盟成员国都投了支持票，匈牙利没有参加投票。俄罗斯、中国、朝鲜、叙利亚、白俄罗斯、古巴、阿尔及利亚等國家投下反對票。
乌克兰东正教会表示，鑒於俄羅斯入侵烏克蘭，該教會将从9月1日起开始改用新的儒略历，這使得以後乌克兰將在12月25日而不是1月7日庆祝圣诞节。
拉脱维亚承诺向切爾尼戈夫提供200万欧元用于該市重建。

## 5月25日
烏克蘭方面表示，擊落俄羅斯在前一晚襲擊中發射的所有36架伊朗製無人機，有關可能主要針對關鍵基礎設施和軍事設施。俄羅斯方面則表示，在克里米亞不同地區擊落6架無乌克兰人機，未傳有人員傷亡。
俄羅斯僱傭兵組織瓦格納集團領袖普里戈任宣布，瓦格納已經開始撤出烏克蘭東部城市巴赫姆特，預計將在下周完全撤出，至6月1日，主力將轉移到後方營地，巴赫姆特前線陣地將移交俄羅斯軍方。另外，普里戈任警告俄羅斯正處於動亂危險之中，若政府高層不認真看待戰爭，恐重演1917年的十月革命。他更讚揚烏軍是「世上最強大的軍隊之一」，同時稱俄羅斯特別軍事行動的目的是將烏克蘭非軍事化，但反而讓烏克蘭軍事化。
白俄羅斯總統盧卡申科表示，俄羅斯開始將戰術核武器從俄羅斯轉移到白俄羅斯。較早時候，俄羅斯與盟友白俄羅斯簽署協議，內容是在一個白俄特殊設施中儲存核彈頭，該設施應在一個多月的時間內完成，而目前尚不清楚白俄羅斯將擁有多少核武器。
俄罗斯联邦安全局宣布，該機構逮捕了两名乌克兰破壞分子和两名俄罗斯同伙，他们正在策划炸毁连接列宁格勒和加里宁核电站的电线，並且从他们身上找到36.5公斤的炸药和大约60个雷管。
俄罗斯外交部宣布将五名瑞典外交官驱逐出境，並從9月1日起關閉瑞典驻圣彼得堡总领事馆和俄罗斯驻瑞典哥德堡领事馆。俄方表示有關安排是报复2023年4月瑞典驱逐五名俄罗斯外交官。
芬兰宣布向乌克兰提供价值1.09亿欧元的防空武器和弹药。
俄羅斯聯邦安全會議副主席梅德韦杰夫在访问越南时表示，俄烏戰爭可能要持续很长一段时间，甚至有可能持續几十年。
乌克兰106名战俘获释，其中包括在巴赫穆特戰役中被俘的八名军官。

## 5月26日
乌克兰当局表示击落了俄罗斯发射的17枚导弹和31架无人机。第聂伯罗和哈尔科夫遭到攻擊。受被擊落的無人機殘骸影響，基辅的一栋房屋和几辆汽车受损。顿涅茨克州卡尔利夫卡的一座大坝被一枚俄罗斯S-300导弹击中。第聂伯罗一家诊所被导弹击中，造成4人死亡，23人受伤。俄罗斯国防部表示打擊了烏克蘭的弹药库，而且所有目标均已被击中。
烏克蘭軍方情報單位宣稱，俄羅斯正在其占領的烏克蘭東南部札波羅熱核電廠策劃「大規模挑釁」，目的在於打亂烏克蘭預期的反攻。美聯社引述烏克蘭方面聲明聲稱，俄軍將會襲擊該核電廠後通報輻射外洩，藉此引來國際調查，進而爭取喘息時間。
俄羅斯官員表示，烏克蘭使用導彈和無人機襲擊俄羅斯南部兩個地區，導彈被防空系統擊落，但在俄羅斯南部城市克拉斯諾達爾，引致一場爆炸破壞一棟住宅和辦公樓。鄰近的羅斯托夫地區，當地州長表示，一枚烏克蘭導彈在莫羅佐夫斯克附近被防空系統擊落。此外俄羅斯聯邦安全委員會副主席梅德韋傑夫表示，只要澤倫斯基掌權，與烏克蘭的談判就「不可能」。
美国宣布对瓦格纳集团马里业务负责人实施制裁，美方表示该集团正在非洲各地采购用於烏克蘭戰爭的武器。日本外务省宣布冻结俄羅斯78个团体和17名个人资产，并禁止向俄羅斯80个实体出口，禁止在建筑和工程領域與俄羅斯展開合作。
美国国家安全顾问杰克·沙利文此前似乎暗示支持乌克兰使用西方提供的武器攻击克里米亚。當天俄罗斯外交部召见了美国高级外交官。
美國華爾街日報報道，中國政府歐亞事務特別代表李輝到訪歐洲多國期間，推動北京當局對烏克蘭和平計畫，當中要求歐洲各國應該維護自主，敦促兩國立即停火，並且讓俄羅斯繼續控制及占領烏克蘭領土。
乌克兰总检察长表示，至少有483名儿童在俄烏戰爭中丧生，另有近1,000人受伤，乌克兰国家社会服务部表示，近1,500名儿童成为孤儿。联合国儿童基金会还表示，估计有150万乌克兰儿童面临抑郁、焦虑、创伤后应激障碍和其他心理健康问题。

## 5月27日
烏克蘭武裝部隊總司令扎盧日內在Twitter發文表示，奪回領土時刻已臨，並上載影片顯示烏軍訓練片段，及多個相信是西方國家向烏克蘭提供的武器，包括由德國提供的坦克、美國火箭系統等。
俄罗斯国防部声称，該國在过去24小时内在库皮扬斯克、红利曼、顿涅茨克、扎波罗热和赫尔松等方向打击乌军人员，拦截了来自乌克兰的两枚暴风影导弹、19架无人机和几枚HIMARS和HARM导弹。乌克兰武装部队总参谋部表示，在过去24小时内，俄军继续将主要兵力集中在库皮扬斯克、红利曼、巴赫穆特等方向，乌军在前线与俄军发生数十次战斗。乌克兰空军、火箭炮和炮兵部队对俄军控制点、人力和装备集中区、弹药库、炮兵阵地、防空系统等目标实施了打击。
俄羅斯媒體報道，烏克蘭針對俄境內的石油管道設施，進行一系列無人機襲擊，其中包括一個名為「友誼」的石油管道服務泵站。該管道主要將西西伯利亞的原油輸送到歐洲。
德國國防部表示，烏克蘭方面希望德國能向其提供金牛座KEPD 350导弹。另外，德国外交部证实，从6月起，数百名駐俄德國教育和文化工作者将被驱逐出俄罗斯。俄方此舉是為了報復此前德國出台的驅逐部分俄罗斯外交官和工作人员的措施。

## 5月28日
俄羅斯凌晨向烏克蘭首都基輔發動多輪空襲，至少2人死亡、3人受傷。烏克蘭官員表示，俄軍出動破紀錄54架無人機，成功擊落全部，其中基輔防空系統擊落逾40架俄軍無人機，基輔防空警報維持逾5小時。是自俄烏戰爭爆發以來，基輔遭受最大規模無人機襲擊。此外，日托米爾州、蘇梅州和切爾卡瑟州同樣發生爆炸。烏克蘭大部分領土發佈防空警報。
烏克蘭總統澤倫斯基向議會提交議案，要求批准對伊朗實施為期50年的制裁，主要原因是伊朗向俄羅斯提供無人機和戰爭軍事裝備，制裁將包括全面禁止與伊朗的貿易、投資和技術轉讓。另外，有烏克蘭官員表示，俄羅斯繼續在佔領地區脅迫當地居民申領俄羅斯護照，威脅要將居民驅逐出境和沒收財產。
俄羅斯總統普京在聯邦安全局邊防軍的邊防日下達加強邊境安全的命令，要求「確實守住」戰區周遭的邊界，必須要確保軍方和平民的車輛和貨物能迅速送往俄羅斯所吞併的烏東四州，包含食物、人道援助和建材等。
俄羅斯僱傭兵組織瓦格納集團的領袖普里格津表示，確信克里姆林宮高官已禁止國家媒體報導有關他的內容，同時示警這種誤導民眾的做法幾個月內將引來俄羅斯人民的反彈。
俄羅斯國營電視台播放白俄羅斯總統盧卡申科的受訪影片，影片中盧卡申科表示，任何國家只要加入「俄白聯盟」，就能獲得核武。盧卡申科亦補充表示這只是他的看法，不是俄羅斯的意見。
乌克兰武装部队总司令表示，烏克蘭的反擊工作都已準備完畢，目前只等待一聲令下。

## 5月29日
烏克蘭武裝部隊總司令扎盧茲尼在社群媒體上表示，俄方一共發射多達40枚飛彈，並出動大約35架無人機，其中烏方擊落37枚飛彈和29架無人機，西部赫梅利尼茨基州政府表示，俄軍昨夜的空襲擊中州內一處軍事設施的燃料庫和5架飛機，基輔市長克里契科則表示，市中心區域於白天發生爆炸，並要求居民待在避難處。蘇梅州也遭到炮擊  。另外，烏克蘭軍方表示，俄羅斯前夜發動無人機攻擊，破壞烏克蘭黑海港口城市敖德薩一些基礎設施。此外，烏克蘭頓涅茨克州州長表示，俄羅斯對托列茨克市發動襲擊，造成兩人死亡、八人受傷。 赫爾松州科扎茨凱，第聶伯羅彼得羅夫斯克州錫內利尼科韋區以及哈爾科夫州庫皮揚斯克區遭到俄羅斯炮擊，合共造成1人死亡，16人受傷。
俄羅斯毗鄰烏克蘭的貝爾哥羅德州州長葛拉特卡夫表示，州內數個邊境聚落遭到烏軍砲擊，其中邊境城鎮舍別基諾有兩座工業設施被砲擊，4名員工受傷，數個聚落斷電。
烏克蘭總統澤連斯基在推特上表示，已經與柬埔寨總理洪森通電話，對方在電話中表示「支持烏克蘭主權和領土完整的原則立場」，並指出柬埔寨將協助烏克蘭排雷專家培訓。此外泽连斯基表示，乌克兰已经就反攻的时间做出了决定。另外，烏克蘭總統辦公室主任表示，任何烏克蘭可以接受的和平方案不僅需要包括恢復該國的主權邊界，並且需要包括一個延伸到俄羅斯100公里至120公里的非軍事區。 烏克蘭總統顧問米哈伊洛·波多利亚克則表示，乌克兰正在攻擊俄罗斯的補給線，而且前线反击准备工作差不多將要完成。
華爾街日報早前披露中國歐亞事務特別代表李輝在訪問歐洲期間，要求歐洲允許俄羅斯控制現時所占領的烏克蘭國土，中國外交部發言人毛寧駁斥，強調「沒有任何國家表示李輝特別代表做了《華爾街日報》報導中所做的表述」。
丹麥首相表示，丹麥政府計劃將在今年和明年對烏克蘭的軍事援助支出增加26億美元。

## 5月30日
俄羅斯凌晨向烏克蘭發動多輪空襲，從不同方向發射31架無人機，其中29架無人機被擊落，導致基辅至少有4人死亡。此外，俄羅斯軍隊炮擊頓涅茨克地區8個城鎮，合共有26個民用物體受損，10人受傷，2人死亡。
俄羅斯首都莫斯科遭無人機襲擊，俄羅斯國防部指基輔政權使用無人機發動「恐怖攻擊」，並表示已擊毀發動攻擊的8架無人機，包括使用特殊電子反無人機科技，使3架烏克蘭無人機偏離路徑，並使用鎧甲飛彈系統等武器擊落5架無人機，但一名烏克蘭總統幕僚表示，烏克蘭並未直接參與此次攻擊。另外，有俄羅斯媒體報道，最少有30多架無人機參與襲擊。
俄罗斯总理米舒斯京表示，约有150万名生活在俄占頓涅茨克、俄占卢甘斯克、俄占赫尔松、俄占扎波罗热的居民获得俄罗斯护照，约有160万居民正在领取养老金，约有150万居民正在领取社会福利金。此外，俄羅斯國防部長紹伊古聲稱，烏克蘭在發動「大規模」攻勢的前夕，西方正在加緊對基輔的設備和武器供應。另外，俄羅斯外交部長拉夫羅夫表示，西方支持澤倫斯基的和平計劃等於在烏克蘭「支持種族滅絕」，並聲稱該計劃將「摧毀烏克蘭東部和克里米亞的一切」。
南非8月將舉行金磚國家領導人峰會，當地最大反对党民主聯盟向法庭提出申請，表示普京在乌克兰犯下战争罪，一旦普京親身出席峰會，法院應該要求南非政府拘留普京並將他移交给国际刑事法院。南非政府則宣布，給予出席金磚國家峰會與會者在會議期間擁有外交豁免權。

## 5月31日
俄佔盧甘斯克官員表示，烏軍砲擊當地一個村落，造成5人喪生。俄羅斯南部克拉斯諾達州遭遇無人機攻擊，引發一座煉油廠失火，貝爾哥羅德州州長表示，烏克蘭火砲攻擊城鎮舍別基諾，導致5間房屋、1所學校損毁，一共造成兩人受傷。
哈爾科夫州丘胡伊夫區遭到俄羅斯炮擊，有1人死亡。赫尔松州有三人被俄罗斯的炮火炸伤。乌克兰边防局表示，一条连接乌克兰切尔尼戈夫州和俄罗斯布良斯克州的道路被俄罗斯军队炸毁。
乌克兰方面表示，俄占领卢甘斯克官员威脅如果當地居民不在俄罗斯的银行开立账户，那麼他們將拿不到自己的工资。
俄羅斯國防部表示，俄軍於29日，使用高精度武器攻毀烏克蘭海軍的最後一艘軍艦「尤里·奧萊菲連科號」。據悉該艘軍艦駐紮在烏克蘭南部港口敖德薩。另外國防部亦表示，目前俄烏最激烈的戰鬥位於頓涅茨克的阿夫迪伊夫卡地區，烏克蘭過去一天在該區損失200多名士兵、三輛裝甲戰車、12輛汽車和一門D-30 榴彈砲。惟有關說法尚未得到烏方證實。 同時烏克蘭軍隊從亞西努瓦塔和克拉斯諾霍里夫卡附近的陣地撤退至其他地方。
俄羅斯僱傭兵組織瓦格納集團領袖普里戈任表示，已要求檢察官調查俄羅斯高階國防官員在特別軍事行動前和期間犯下的「罪行」。 
美國宣布向烏克蘭提供新一批價值3億美元軍事援助，其中包括防空系統和數千萬發彈藥，但警告基輔當局不得以美國武器攻擊俄羅斯境內目標。 乌克兰总理表示，乌克兰从美国获得了12.5亿美元的财政援助。
俄罗斯内政部将两名乌克兰前国防部长和一名乌克兰武装部队前指挥官列入通缉名单。